# مير جابر بيتشاب (كوهمرة خامي)
میر جابر بیتشاب (بالفارسية: میرجابرپیچاب) هي قرية تقع في إيران في قسم كوهمرة خامي الريفي. يقدر عدد سكانها بـ 15 نسمة بحسب إحصاء 2016.